# Museo Civico Vincenzo Bellini
Il Museo Civico Vincenzo Bellini è un museo con sede a Catania, ospitato nelle sale del primo piano del Palazzo Gravina Cruyllas, una delle tante nobili residenze dei Principi di Palagonia, in piazza San Francesco, di fronte all'omonima chiesa.
Occupa la casa in cui il compositore Vincenzo Bellini nacque il 3 novembre 1801 e trascorse i primi sedici anni di vita.

## Storia
Dal 1919 il Real Circolo Bellini di Catania costituì un Comitato presieduto da Di Stefano Giuffrida e poi da F. Anastasi, che raccolse fondi per unirli a quelli ottenuti mediante la sottoscrizione promossa dalla "Tribuna" di Roma.
Fra i primi sottoscrittori vi furono il Re, Mussolini e tutte le più alte personalità della politica, dell'arte e della letteratura.

Il Decreto del 23 novembre 1923 dichiarò Monumento Nazionale la casa natale di Bellini.
Difficoltose pratiche ritardarono l'attuazione del Museo, fino a che l'interessamento di Antonino Grimaldi determinò, con l'incarico a Benedetto Condorelli, la costituzione.
Il Museo Civico Vincenzo Bellini è stato inaugurato il 5 maggio 1930 alla presenza di Vittorio Emanuele III. La casa nativa di Vincenzo Bellini, divenuta museo, fa parte dell'attiguo palazzo dei Gravina Cruyllas, edificato originariamente sulle rovine dell'antico Odéon e del Teatro Greco.
Dal 1950 al 27 luglio 1968 il Museo fu diretto da Francesco Pastura, autore della monografia belliniana Bellini secondo la storia (Guanda, Parma 1959).
Il 23 marzo 2023 è stato inaugurato il Museo Multimediale Vincenzo Bellini, uno spazio virtuale e immersivo in linea con le nuove concezioni di allestimento dei musei. Sito nel Palazzo Gravina Cruyllas di piazza San Francesco.
Il titolo del percorso museale, Una vita in quattro atti, accompagna il visitatore dentro l’intera vicenda umana e artistica belliniana, dal periodo della giovinezza a Catania, a quello degli studi formativi a Napoli, alle esperienze lavorative nelle capitali della musica come Milano, Venezia, Londra e Parigi, non senza tralasciare il ritorno in Sicilia compiuto dal compositore nel 1832.

## Il museo Casa Natale

Copertina libro Le lettere di Bellini di Francesco Pastura, collezione Francesco Paolo Frontini.

Il museo, che occupa tre stanze e due piccoli vani, è organizzato cronologicamente: l'appartamento, di appena cinque stanze, è occupato per intero da cimeli che ripercorrono la vita del Bellini e della sua famiglia; dipinti, libri, spartiti originali, strumenti musicali e la maschera mortuaria del compositore.
Di particolare interesse la raccolta di autografi belliniani, tra cui numerosi abbozzi.

### Sala d'ingresso
- Apoteosi del Bellini di Michele Rapisardi.
- Modelli scenografici che rappresentano le dieci opere composte da Bellini.

### Sala A
- Contiene stampe raffiguranti Catania antica.
- Delibere del governo della città a favore del musicista.
- Scultura di Bellini di Salvatore Grimaldi.
- Clavicembalo del cugino Vincenzo.

### Sala B

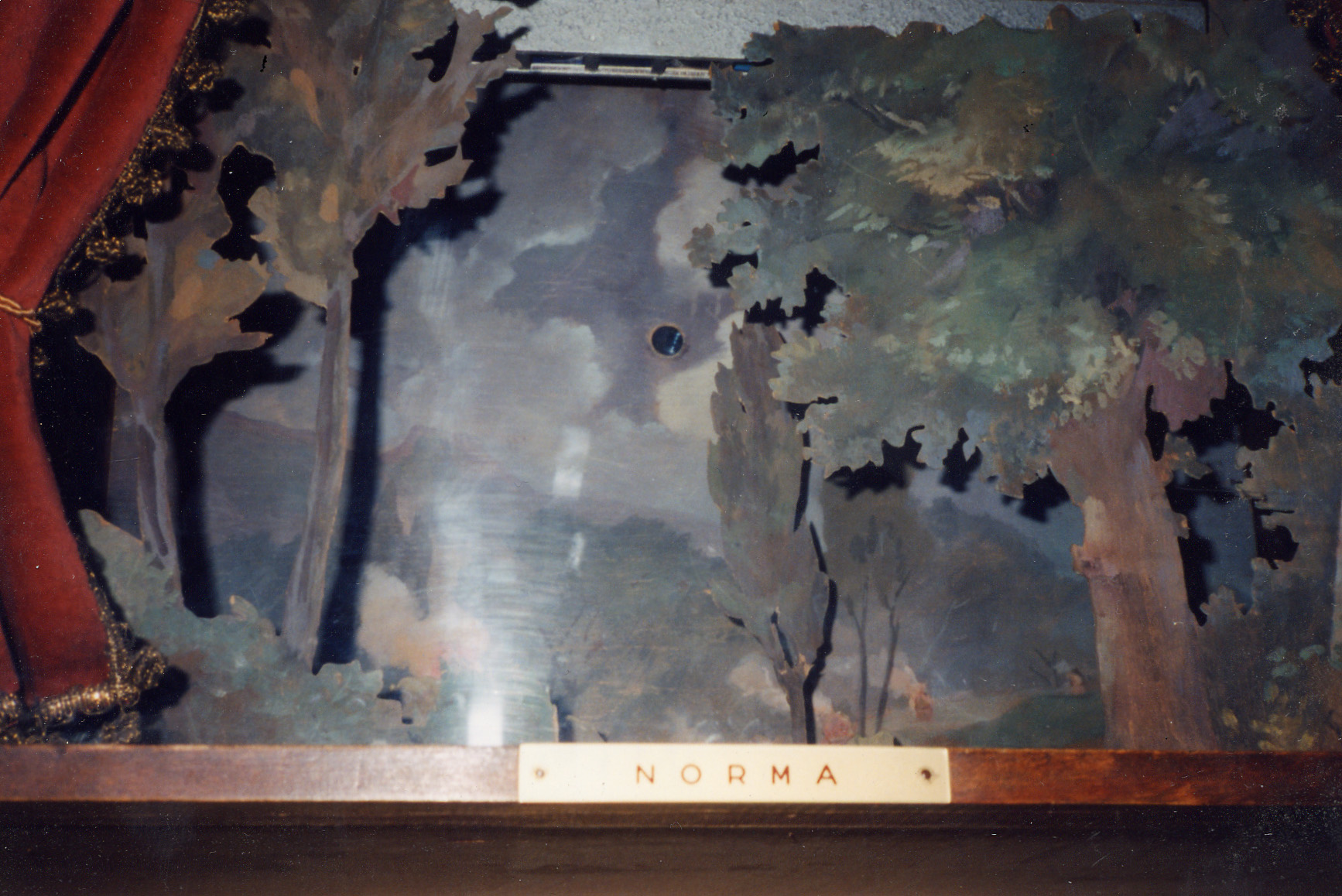
Modello della Norma.

- Ritratto a stampa di Girolamo Bozza.
- Busto del musicista di Jean-Pierre Dantan.
- Oggetti di proprietà di Bellini (orologi, posate, calamai, fazzoletti, spille d'oro, miniature della cantante Maria Malibran).
- Documentazione originale sulla morte di Bellini a Puteaux, in Francia.
- Lettera autografa di Rossini.
- Ritratti di Bellini.
- Ritratti dei Duchi di Sammartino.
- Due tappeti ricamati da Giuditta Turina, amante del compositore.
- Maschera di cera con calco del volto di Bellini.

### Sala C
- Pannello dedicato al periodo catanese (1801-1819).
- Pannello dedicato al periodo napoletano (1819-1827).
- Pannello dedicato al periodo milanese (1827-1833).
- Pannello dedicato al soggiorno palermitano (1832).
- Pannello dedicato al soggiorno londinese (1833).
- Pannello dedicato al periodo parigino (1833-1835).
- Spinetta di Vincenzo Tobia, nonno del compositore.
- Pianoforte verticale del fratello di Vincenzo Tobia.

### Sala D
- Manoscritti musicali autografi.
- Pianoforte a tavolino.

### Sala E
- Oggetti legati alla traslazione della salma di Bellini da Parigi a Catania avvenuta nel 1876, fotografie e riproduzioni della cerimonia.

### Altri reperti
- Fortepiano appartenuto al musicista
- Lettera di Giuditta Pasta
- Lettera di Giuditta Turina
- Lettera di Giovanni Pacini
- Partitura de La sonnambula

## Servizi offerti
- Visite guidate
- Assistenza tesi
- Archivio
- Biblioteca musicale con spartiti di musicisti italiani e stranieri dal '700 al '900.